# Тер-Маркарьян, Аршак Арсенович
Арша́к Арсе́нович Тер-Маркарья́н (род. 1938) — русский советский поэт и очеркист, журналист. 

## Биография
Родился в Ростове-на-Дону в армянской семье. Несколько лет работал в геологической партии, с ней побывал в Казахстане, Украине и Краснодарском крае. Был инженером-методистом Севастопольского объединения «Атлантика», ходил на океаническом судне «Барограф». Первые очерки опубликовал в ростовской областной молодёжной газете «Комсомолец».
В 1973 году окончил Литературный институт им. А.М. Горького. Избирался членом Правления Ростовской областной писательской организации, долгое время работал там литконсультантом. Затем переехал в Москву, с 1991 по 2007 год заведовал отделом поэзии «Литературной России». Произведения Тер-Маркарьяна были переведены на армянский, болгарский, венгерский, польский, немецкий, вьетнамский, китайский, испанский, осетинский, калмыцкий, украинский и другие языки.
В Союз журналистов принят в 1966 году. В Союз писателей принят в 1973 году

## Мнения современников
Мне глубоко антипатичен как человек, А. Тер-Маркарьян, но когда я нахожу у него в стихотворении строку: «Летняя ночь плыла на спине по Дону, вглядываясь в звезды», я понимаю — это художник.
— Борис Изюмский

Я люблю и уважаю Арашака Тер-Mаркарьяна и как поэта, и как человека. Он был замечательным, заботливым и грамотным редактором отдела поэзии в "Литросии", жаль, что ушел на отдых… А как он читает стихи, как рассказывает… Заслушаешься… А как он верен ушедшему другу — великому поэту Борису Примерову. Такая чистота и верность — редкое явление в нашей литературе… — поэт Сергей Соколкин

## Награды и почётные звания
- Премия Ленинского комсомола
- Международная премия «Дружба» (Республика Болгария)
- Медаль «К 100-летию М. А. Шолохова»
- Золотая медаль Константина Симонова
- Медаль «200 лет со дня рождения М. Ю. Лермонтова»